# Joseph Fiévez
Joseph Fiévez né le 13 avril 1936  à Hamoir est un homme politique belge, un militant wallon et un membre du Mouvement ouvrier chrétien.
Facteur des postes (1953-1957), employé à l'Institut national de statistique (Belgique) (1957-1960), il est employé à la poste de Flémalle quand éclate la Grève générale de l'hiver 1960-1961. Il est alors muté à Huy puis travaille un an au centre de tri de Bruxelles X. Il est délégué syndical pour le secteur Postes. En 1966, il est gradué de l'Institut supérieur de culture ouvrière.
Il s'engage à la gauche du PSC et est membre actif du Mouvement ouvrier chrétien où les démocrates-chrétiens font dissidence en formant la Démocratie Chrétienne Hutoise (DCH), qui prend contact avec le mouvement wallon, s'intéressant aux réformes de structure et au rassemblement des progressistes.
Aux élections communales de 1970, la DCH fait alliance avec le Rassemblement Wallon. Il est le seul élu de cette alliance, forme une coalition avec le Parti socialiste belge et est désigné comme échevin des finances (1971-1977). Il rallie alors le Rassemblement Wallon. Il est tête de liste à la Chambre aux élections législatives de 1971 mais n'est pas élu. Il l'est par contre lors des élections de 1974 et devient député de Huy-Waremme, contre la volonté du président du parti, François Perin, qui souhaitait voir siéger une universitaire qu'il avait fait placer à la première suppléance. Joseph Fiévez décide de ne pas poursuivre son mandat de délégué syndical à la Régie des postes, mais demeure en contact étroit avec le Mouvement ouvrier chrétien. Au Parlement, il contribue à faire adopter une législation relative au congé politique pour les fonctionnaires élus dans les assemblées.
Il est député de 1974 à 1977, puis de 1979 à 1981: dans l'intervalle il siège au Sénat comme sénateur élu avec l'aide du Fdf par le Conseil provincial de la Province du Brabant.
À la Chambre, il tente d'introduire des mesures modifiant la vie dans l'entreprise, s'oppose au nucléaire. Au Parlement de la Communauté française, cet ancien élève de l'Institut supérieur de culture ouvrière s'occupe d'éducation permanente et de culture ouvrière. Son intervention lors d'un débat à la Chambre en mars 1977, avec celle de Charly Talbot, député ouvrier de Liège du Rassemblement Wallon, est utilisée comme prétexte par le Premier ministre CVP Leo Tindemans pour obtenir du roi Baudouin Ier la destitution des ministres Rassemblement Wallon, procédure alors unique dans les annales politiques belges (et qui sera à nouveau utilisée, trois ans plus tard, pour chasser le FDF du gouvernement).
À l'automne 1976, il suit avec enthousiasme le "retour aux sources" (dit aussi "virage à gauche" par l'aile droite dissidente du parti qui, suivant François Perin, Jean Gol et Etienne Knoops, s'arrime alors au Parti pour la Liberté et le Progrès pour donner naissance au Parti des Réformes et de la Liberté de Wallonie) promu par le président du Rassemblement Wallon, Paul-Henry Gendebien. L'année suivante, il devient secrétaire général du Rassemblement Wallon, en remplacement d'Augustin Bila, responsabilité qu'il assumera jusqu'en 1980 et qu'il reprendra, de 1981 à 1983, pour pallier le passage au Rassemblement Populaire Wallon de celui qui l'avait remplacé à ce poste, Yves de Wasseige.
Il est conseiller communal RW-GPTC (Groupement politique des Travailleurs chrétiens) et conseiller au Centre public d'aide sociale de Huy de 1977 à 1982, mais n'est pas réélu aux élections de 1982, à la tête d'une liste Rassemblement Hutois (regroupant RW-GPTC, RPW et 4 candidats soutenus par ECOLO). Il reprend alors son métier de rédacteur, devient inspecteur puis percepteur principal de la poste de Huy quelque temps avant d'être admis à la retraite.